# إسحاق ليفيتان
إسحاق إيليتش ليفيتان ( (الروسية: Исаа́к Ильи́ч Левита́н) ؛ 30 August [بالتقويم القديم: 18 August
] 1860 – 4 August [بالتقويم القديم: 22 July
] 1900 كان ) رسامًا روسيًا كلاسيكيًا للمناظر الطبيعية قام بتطوير هذا النوع من "المناظر الطبيعية المزاجية".

## الحياة والعمل

### شبابه
وُلِد إسحاق ليفيتان في شتيتل كيبارتي ، محافظة أوغستوف في كونغرس بولندا ، وهي جزء من الإمبراطورية الروسية ( ليتوانيا حاليًا) لعائلة يهودية فقيرة ولكنها متعلمة. كان والده الياشيف ليفيتان نجل حاخام ، أكمل مدرسة يشيفا وكان متعلمًا ذاتيًا. قام بتدريس اللغتين الألمانية والفرنسية في كاوناس وعمل لاحقًا مترجماً في بناء جسر للسكك الحديدية لشركة بناء فرنسية. في بداية عام 1870 انتقلت عائلة ليفيتان إلى موسكو .
وفي سبتمبر 1873 ، التحق إسحاق ليفيتان بمدرسة موسكو للرسم والنحت والعمارة حيث درس شقيقه الأكبر إيفيل بالفعل لمدة عامين. بعد عام في فصل النسخ ، انتقل إسحاق إلى فئة طبيعية ، وبعد ذلك بوقت قصير إلى فصل المناظر الطبيعية. كان معلمو ليفيتان هم أليكسي سافراسوف الشهير وفاسيلي بيروف وفاسيلي بولينوف . في عام 1875 ، قبلت المدرسة نيكولاي تشيخوف ، شقيق الكاتب الروسي أنطون تشيخوف ، الذي أصبح فيما بعد أقرب أصدقاء ليفيتان. 
في عام 1875 ، توفيت والدته ، ومرض والده مرضًا خطيرًا وأصبح غير قادر على إعالة أربعة أطفال ؛ توفي عام 1877. انزلقت الأسرة في فقر مدقع. كرعاية لموهبة وإنجازات ليفيتان وأصوله اليهودية ولإبقائه في المدرسة ، حصل على منحة دراسية.

### الاعمال في الوقت المبكر من حياته

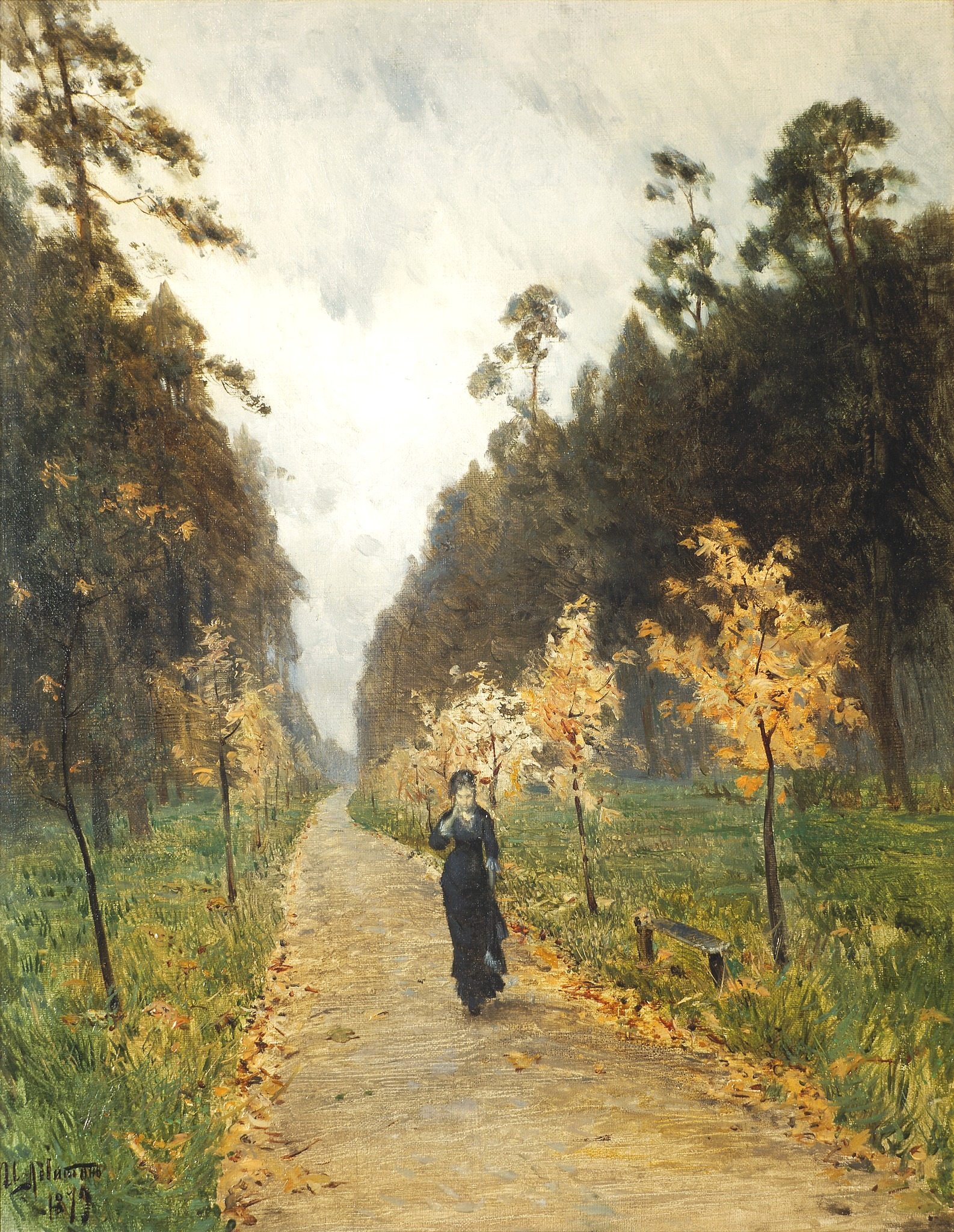
يوم الخريف. سوكولنيكي. 1879

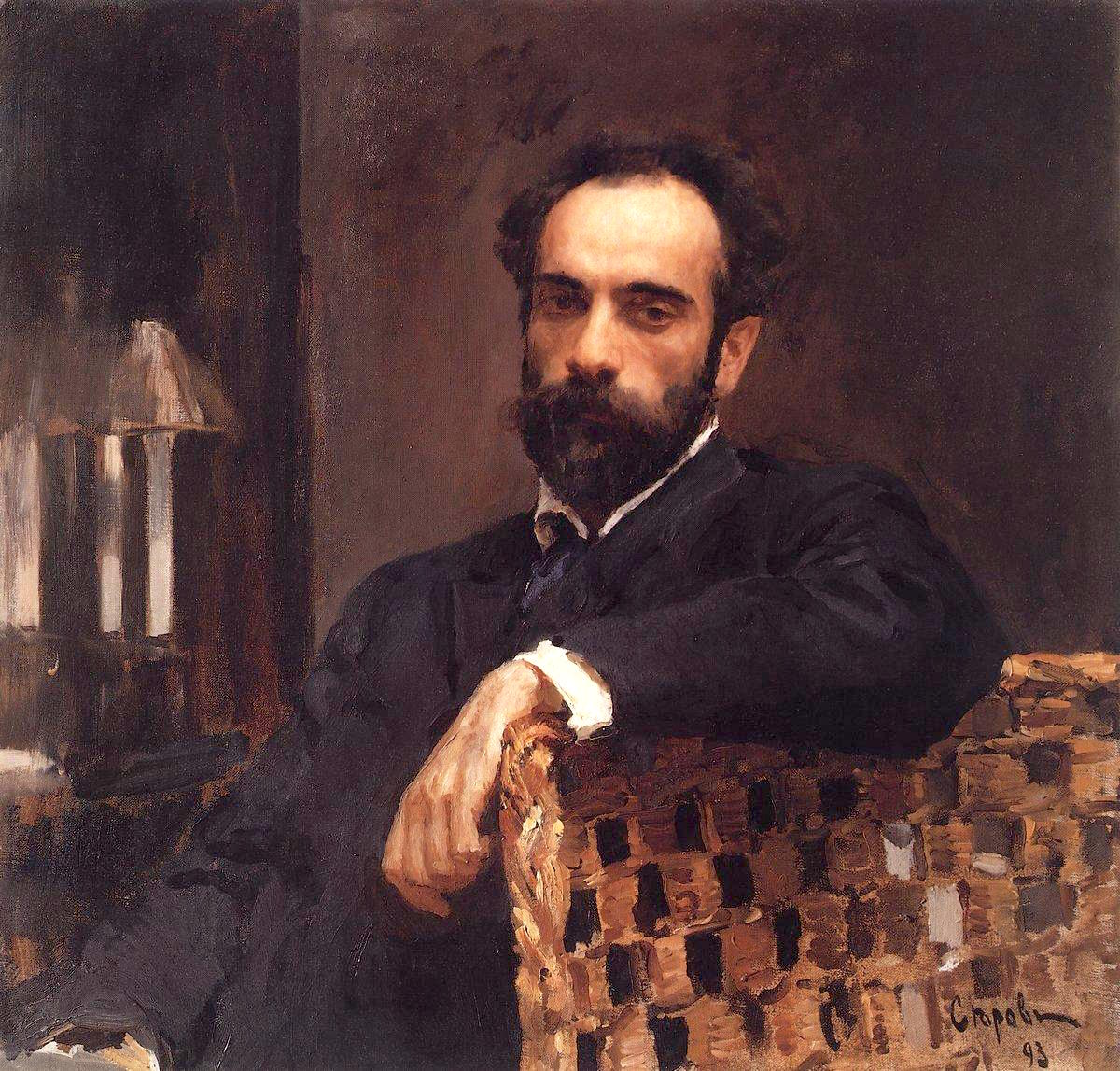
ليفيتان. بورتريه فالنتين سيروف (1893)

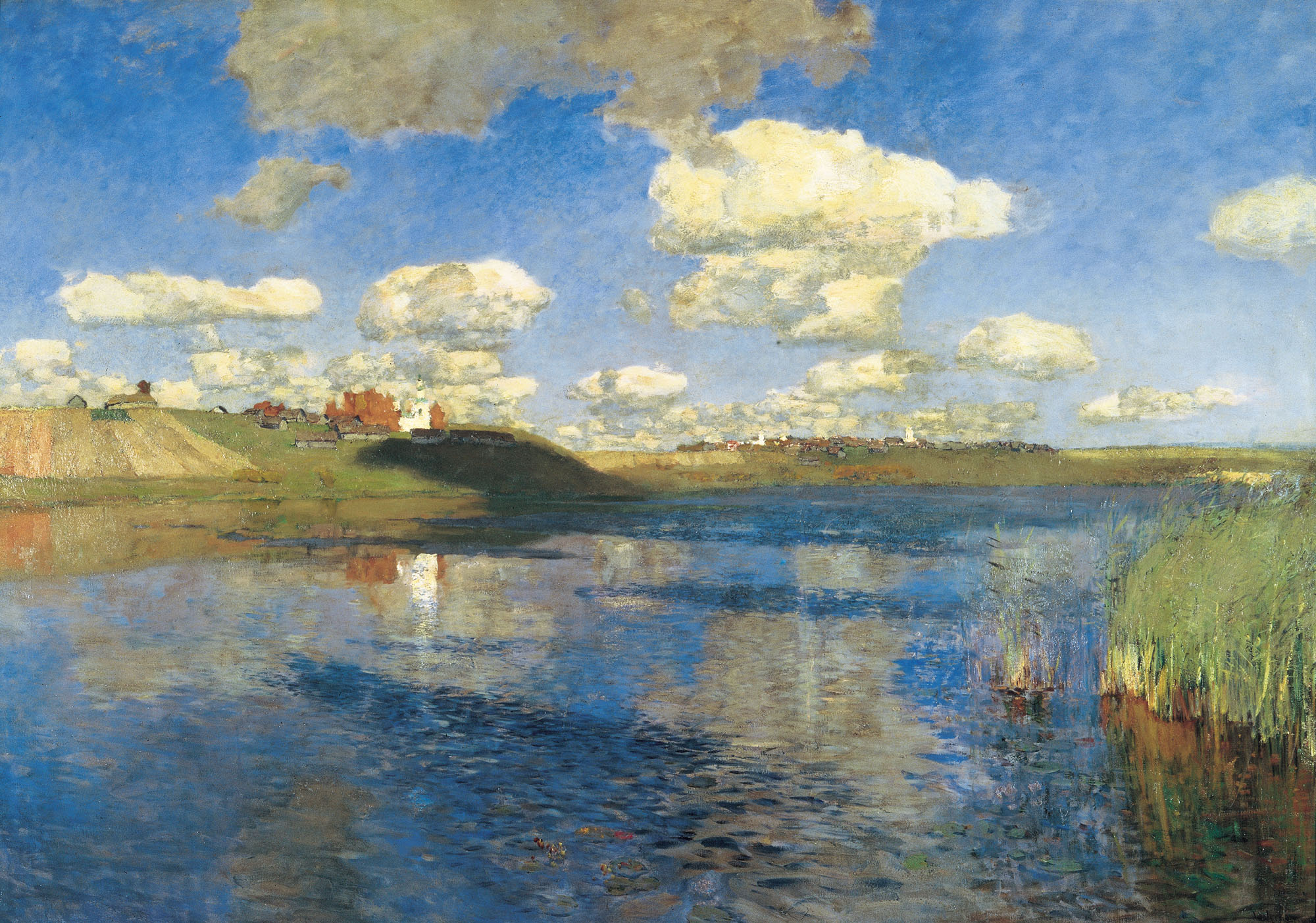
بحيرة. روسيا 1900. آخر لوحة ليفيتان غير المكتملة.

وفي عام 1877 ، عُرضت أعمال إسحاق ليفيتان لأول مرة علنًا وحصلت على تقدير من الصحافة. بعد محاولة ألكسندر سولوفييف لاغتيال الإسكندر الثاني ، في مايو 1879 ، أجبرت عمليات الترحيل الجماعي لليهود من المدن الكبرى في الإمبراطورية الروسية العائلة على الانتقال إلى ضاحية سالتيكوفكا ، ولكن في الخريف استجاب المسؤولون لضغوط محبي الفنون ، وكان ليفيتان كذلك. يسمح بالعودة. خلال تلك السنة رسم ليفيتان Осенний день. Сокольники (يوم الخريف. سوكولنيكي) ، والتي تصور مسارًا طويلًا في حديقة موسكو. عندما رأى نيكولاي تشيخوف العمل ، أخبر ليفيتان أن الطريق يحتاج إلى شخص يمشي عليه ، لذلك رسم تشيخوف امرأة في ثوب أسود تسير نحو المشاهد. كان هذا النوع من التعاون بين رسام النوع مثل تشيخوف ورسام المناظر الطبيعية مثل ليفيتان شائعًا في المدرسة.  في عام 1880 ، اشترى المحسن الشهير وجامع الأعمال الفنية بافيل ميخائيلوفيتش تريتياكوف اللوحة مقابل 100 روبل. واصل تريتياكوف شراء أعمال ليفيتان وحصل في النهاية على 20 لوحة إضافية (انظر أيضًا معرض تريتياكوف ). 
وقد أخذ سافراسوف ، الذي تأثر بالرسامين في مدرسة باربيزون ، مثل كاميل كورو ، الطلاب إلى الخارج ليرسموا في الهواء الطلق. في السابق ، كان الريف الروسي يُعتبر غير مهم جدًا للرسم ، ولكن بالنسبة إلى المناظر الطبيعية في ليفيتان ، أصبحت مركزًا لعمله. علم سافراسوف ليفيتان أن يرسم التفاصيل في مناظره الطبيعية وأن يجلب عواطفه إلى أعماله.  ولكن بحلول عام 1883 ، شعر ليفيتان بالإحباط مع مدرسة موسكو للرسم وقرر الدخول في رسم المناظر الطبيعية على أمل الفوز بميدالية فضية تؤهله ليكون فنانًا مميزًا. عرض ليفيتان اللوحة على سافراسوف ، الذي كان يشرب الخمر بكثرة وتوقف عن التدريس في المدرسة ؛ كتب سافراسوف "ميدالية فضية" على ظهر اللوحة. رفضت المدرسة اللوحة ، وتوقف ليفيتان عن حضور الدروس.  أحد التفسيرات المحتملة لسبب ازدراء المدرسة لأحد أفضل طلابها هو أن سافراسوف المشين قد علق على ظهر اللوحة.   كرر كوروفين ثرثرة مفادها أن معاداة السامية لعبت دورًا في الرفض. كرر الكاتب السوفييتي ، كونستانتين باوستوفسكي ، الزعم القائل إن البعض يعتقد أنه لا ينبغي لليهودي أن يرسم الريف الروسي.  
وفي ربيع عام 1884 ، شارك ليفيتان في معرض فني متنقل من قبل المجموعة المعروفة باسم الهانمون (فن) وفي عام 1891 أصبح عضوًا في شراكة الهانمون (فن)- خلال دراسته في مدرسة موسكو للرسم والنحت والعمارة ، صادق ليفيتان كونستانتين كوروفين وميخائيل نيستيروف والمهندس المعماري فيودور شيختيل والرسام نيكولاي تشيخوف . غالبًا ما زار ليفيتان تشيخوف ويعتقد البعض أن ليفيتان كان يحب أخته ماريا بافلوفنا تشيخوفا .
وفي أوائل ثمانينيات القرن التاسع عشر ، تعاون ليفيتان مع الأخوين تشيخوف في المجلة المصورة موسكو ورسم طبعة م.فابريتسيوس الكرملين . جنبا إلى جنب مع كوروفين في 1885-1886 رسم مشهدًا لأداء الأوبرا الروسية الخاصة لسافا مامونتوف ، بارون السكك الحديدية وراعي الفن ، الذي طور مستعمرة للفنانين على بعد 37 ميلاً من موسكو. في مذكراته ، كتب بولينوف أنه عندما رفعت الستارة للمشهد تحت الماء رسم ليفيتان مع فيكتور فاسنيتسوف لأوبرا روسالكا ، صفق الجمهور. 
في ثمانينيات القرن التاسع عشر شارك في اجتماعات الرسم والألوان المائية في منزل بولينوف. 

### صداقة مع انطون تشيخوف
بحلول منتصف ثمانينيات القرن التاسع عشر ، تعمقت صداقة ليفيتان مع تشيخوف ، وبدأ ليفيتان يقضي بعض الوقت مع عائلة تشيخوف بالقرب من بابكينو حيث كان للشيخوف منزل. خلال صيفه الأول هناك رسم نهر استرا (1885) وأعطاه لتشيخوف. كما رسم أيضًا نهر الشفق استرا (1885) بلوحة ألوان أكثر قتامة وأكثر كآبة. كان تشيخوف مغرمًا بإنشاء عروض إيمائية لضيوفه ، وغالبًا ما كان ليفيتان يُسخر من لعبه دور الشرير والضحية واليهودي الأجنبي ، بدعوى كل ذلك على سبيل الدعابة. 
في عام 1892 ، اختلف ليفيتان مع تشيخوف حول جندب ، وهي قصة نشرها تشيخوف في مجلة "Sever" (الشمالية) ، والتي يعتقد ليفيتان أنها تستند إلى علاقته الرومانسية مع صوفيا كوفشينيكوفا. على الرغم من اعتذار تشيخوف ، ظل الاثنان منفصلين حتى يناير 1895. 

### منظر المزاج
كان عمل ليفيتان استجابة عميقة للسحر الغنائي للمشهد الروسي. لم يرسم ليفيتان المناظر الطبيعية الحضرية ؛ باستثناء منظر دير سيمونوف (مكان وجوده غير معروف) ، الذي ذكره نيستيروف ، تظهر مدينة موسكو فقط في لوحة إضاءة الكرملين . في أواخر سبعينيات القرن التاسع عشر ، عمل غالبًا بالقرب من موسكو ، وخلق نوعًا خاصًا من "منظر طبيعي للمزاج" ، حيث يتم إضفاء الروحانيات على شكل الطبيعة وحالتها ، وتصبح حاملة لظروف الروح البشرية ( يوم الخريف. سوكولنيكي ، 1879). أثناء عمله في أوستانكينو ، رسم أجزاء من منزل ومتنزه القصر ، لكنه كان مغرمًا أكثر بالأماكن الشعرية في الغابة أو الريف المتواضع. من سمات عمله تخيل هادئ وكئيب تقريبًا وسط المناظر الطبيعية الرعوية الخالية إلى حد كبير من الوجود البشري. من الأمثلة الرائعة على هذه الصفات فلاديميركا ، (1892) ، أجراس المساء ، (1892) ، والراحة الأبدية ، (1894) ، وكلها في معرض تريتياكوف. على الرغم من أن عمله المتأخر أظهر إلمامًا بالانطباعية ، إلا أن لوح ألوانه كان صامتًا بشكل عام ، وكانت ميوله طبيعية وشاعرية أكثر من كونها بصرية أو علمية. 

### اخر الاعمال
في صيف عام 1890 ، ذهب ليفيتان إلى يوريفيتس (Юрьевец) ومن بين العديد من المناظر الطبيعية والرسومات ، قام برسم منظر دير Krivooserski . وهكذا ولدت مخطط إحدى أفضل صوره ، الدير الصامت . تعكس صورة الدير الصامت والجسور المكسوة بألواح فوق النهر التي تربطه بالعالم الخارجي انعكاسات الفنان الروحية. من المعروف أن هذه الصورة تركت انطباعًا قويًا على تشيخوف.  بحلول عام 1891 ، كان ليفيتان عضوًا في جمعية المعارض المتجولة (أو المتجولة) ، التي كانت مهمتها إنشاء فن ديمقراطي يمكن الوصول إليه لأكبر عدد ممكن من الناس العاديين ، ولكن على عكس العديد من زملائه الفنانين الذين سعوا لإيصال رسالة حول الحياة الصعبة للشعب الروسي ، سعى ليفيتان ببساطة لرسم الجمال. ساهم ليفيتان في النهاية في المعارض التي أقامتها مجموعة عالم من الفن ، وهي جيل أصغر من الفنانين الذين آمنوا بالجمال على أنه هدف الفن. 
في سبتمبر 1892 تم طرد اليهود مرة أخرى من موسكو وغادر ليفيتان المدينة إلى بولدينو . مكنته مرافعات أصدقائه من العودة بحلول ديسمبر من ذلك العام. 
في عام 1897 ، كان مشهورًا عالميًا بالفعل ، تم انتخابه في الأكاديمية الإمبراطورية للفنون وفي عام 1898 تم تعيينه رئيسًا لاستوديو المناظر الطبيعية في جامعته الأم . 
قضى ليفيتان العام الأخير من حياته في منزل تشيخوف في شبه جزيرة القرم . على الرغم من آثار مرض عضال (عانى من مرض في القلب طوال معظم حياته) ، تمتلئ أعماله الأخيرة بالضوء بشكل متزايد. إنها تعكس الهدوء والجمال الأبدي للطبيعة الروسية. 

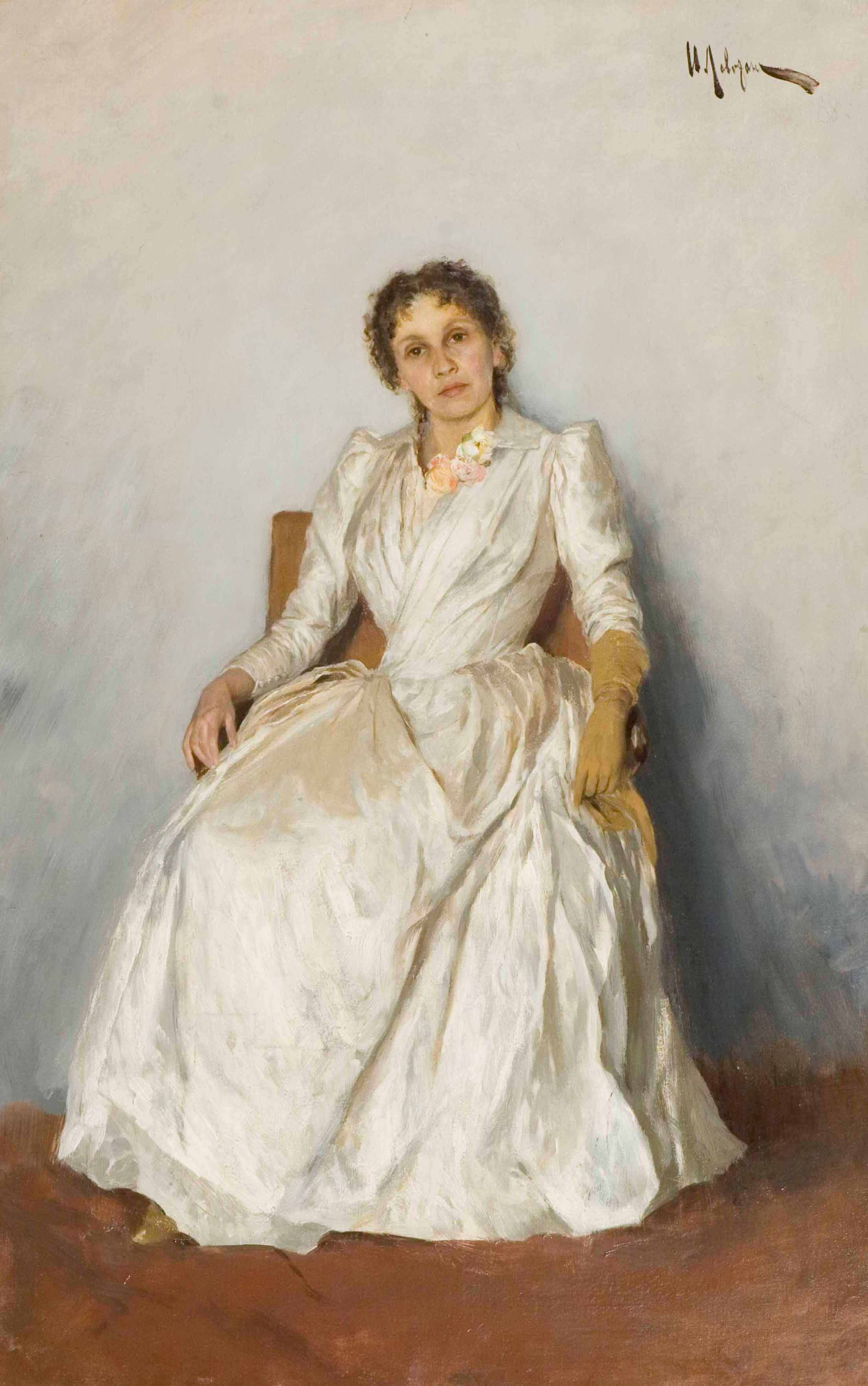
صورة صوفيا كوفشينيكوفا بواسطة ليفيتان (1888)

ودفن في مقبرة دوروجوميلوفو اليهودية. في أبريل 1941 ، تم نقل رفات ليفيتان إلى مقبرة نوفوديفيتشي ، بجوار مقبرة تشيخوف. لم يكن لدى ليفيتان عائلة أو أطفال.
في تسعينيات القرن التاسع عشر ، أقام علاقة عاطفية متقطعة مرة أخرى مع امرأة متزوجة أكبر سنًا ؛ الرسامة صوفيا كوفشينيكوفا ، التي أدت إلى فضيحة صغيرة - ومسرحية أنتون تشيخوف (" الجندب ") ومبارزة مهددة مع الكاتب المسرحي. نشر تشيخوف القصة في وأو (شمال) ، في يناير 1892.  تتعلق القصة برجل فاسق له علاقة بامرأة متزوجة ، توفي زوجها في حادث (ربما يكون انتحارًا) بعد أن تركته. تعرض كل من ليفيتان وكوفشينيكوفا للإهانة على الرغم من أن الشخصية المركزية في القصة كانت زوجة شابة وكان كوفشينيكوفا يبلغ من العمر 42 عامًا. علاوة على ذلك ، كانت ذات شعر داكن ورسامة موهوبة ، بينما كانت شخصية تشيخوف شقراء وليست فنانة. وكان التشابه الأقوى هو أن زوجها كان متسامحًا مع عدم ولائها له ، وكذلك "الجندب" الذي غفر طيش زوجته.  سافرت هي وليفيتان وزوجها معًا واعتبروا من العائلات الثلاث . 
يتكون تراث إسحاق ليفيتان الفني المؤثر بشكل كبير من أكثر من ألف لوحة ، من بينها الألوان المائية والباستيل والرسومات والرسوم التوضيحية . 

## إرث
خلال العام الذي أعقب وفاته ، عُرض معرض يضم عدة مئات من لوحات ليفيتان في موسكو ثم في سان بطرسبرج. ظهرت أعماله على أغلفة كتب اللغة الروسية وتعلم أطفال المدارس بحبه لوطنه الأم. 
سمي كوكب صغير 3566 ليفيتان ، اكتشفه عالم الفلك السوفيتي ليودميلا Zhuravlyova في عام 1979 باسمه. 

## صالة عرض

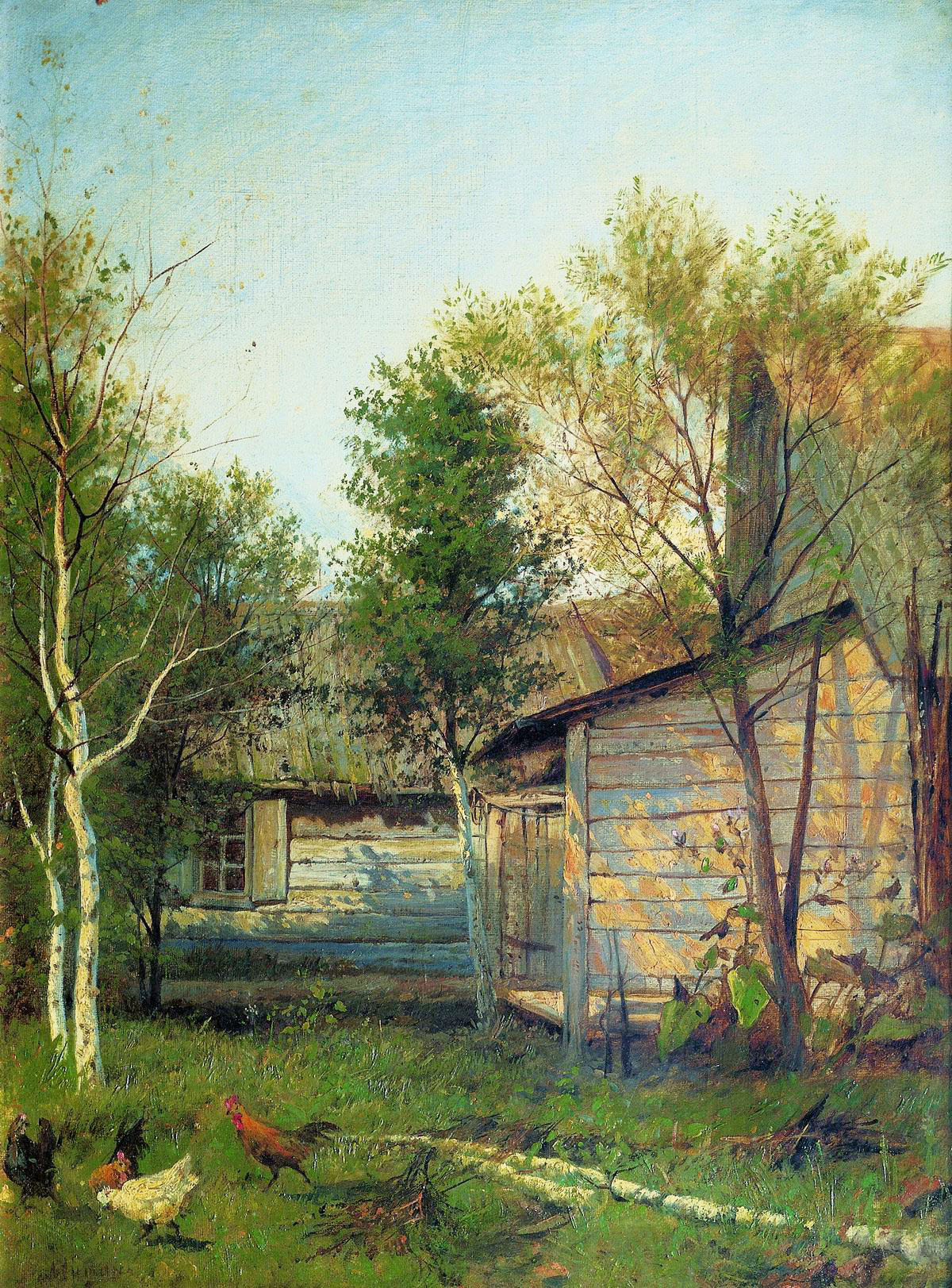
يوم مشمس (1876)
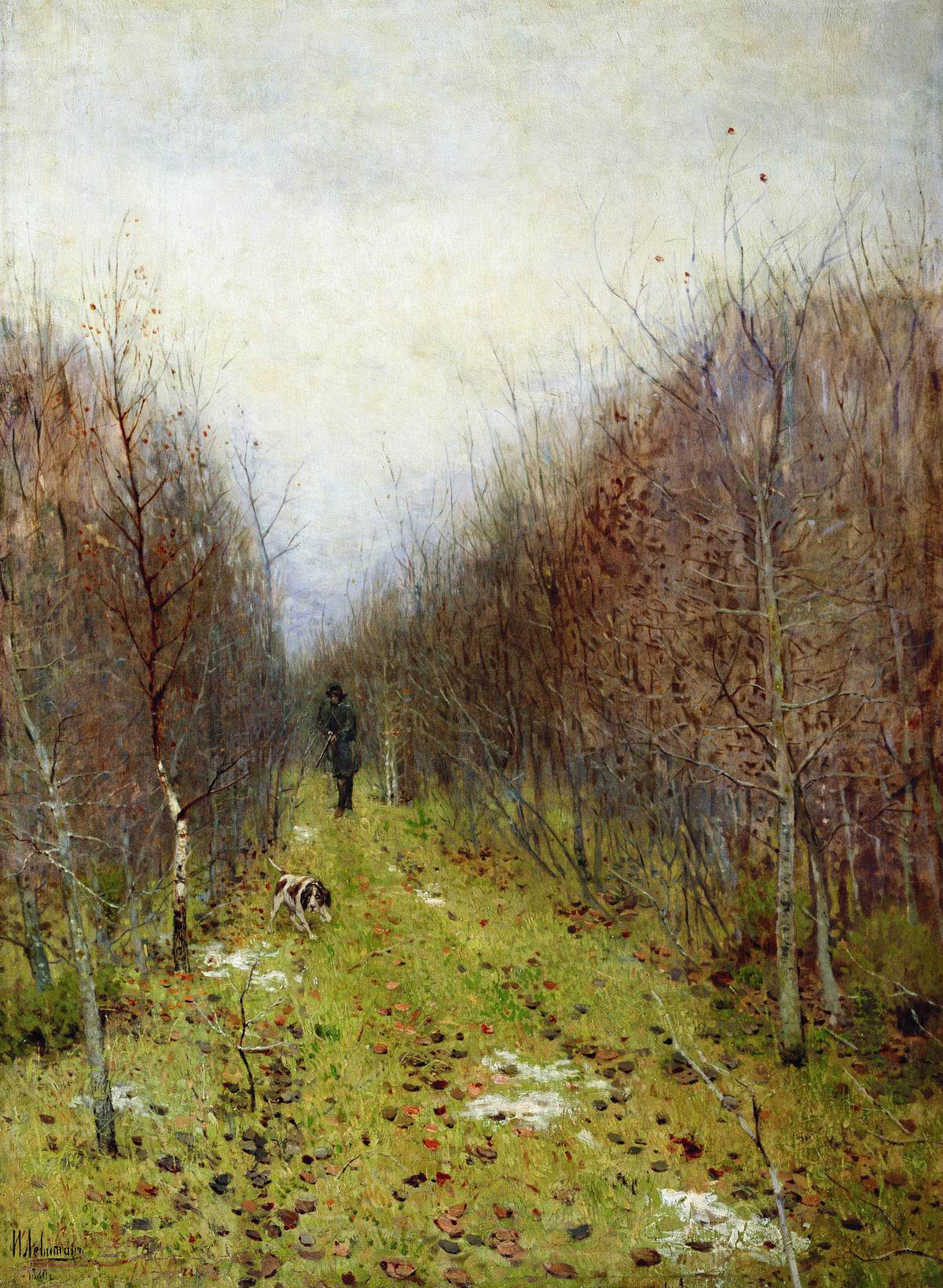
منظر الخريف (1880)
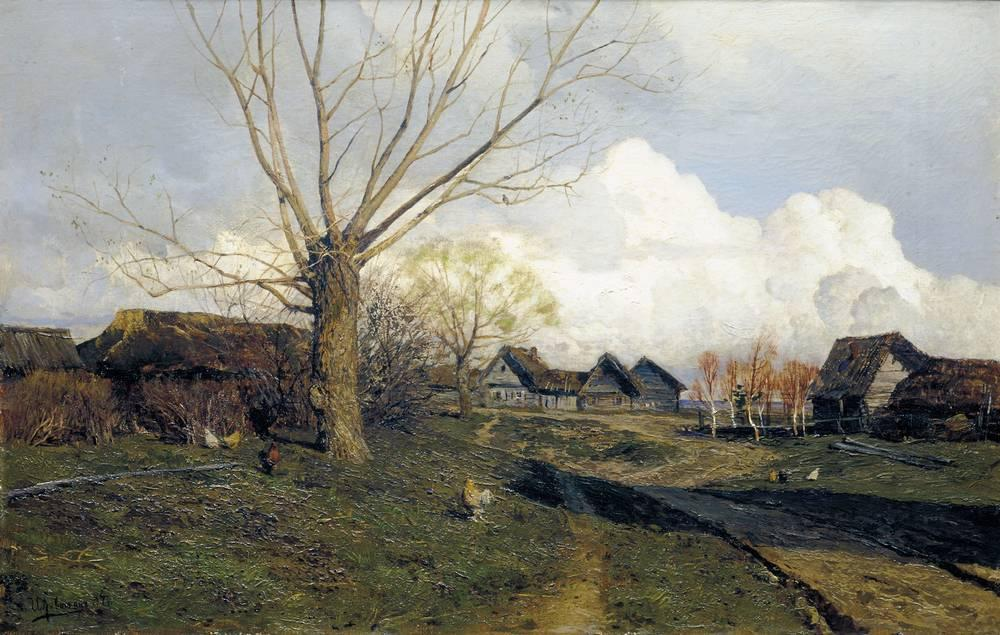
Savvinskaya sloboda بالقرب من Zvenigorod (1884)
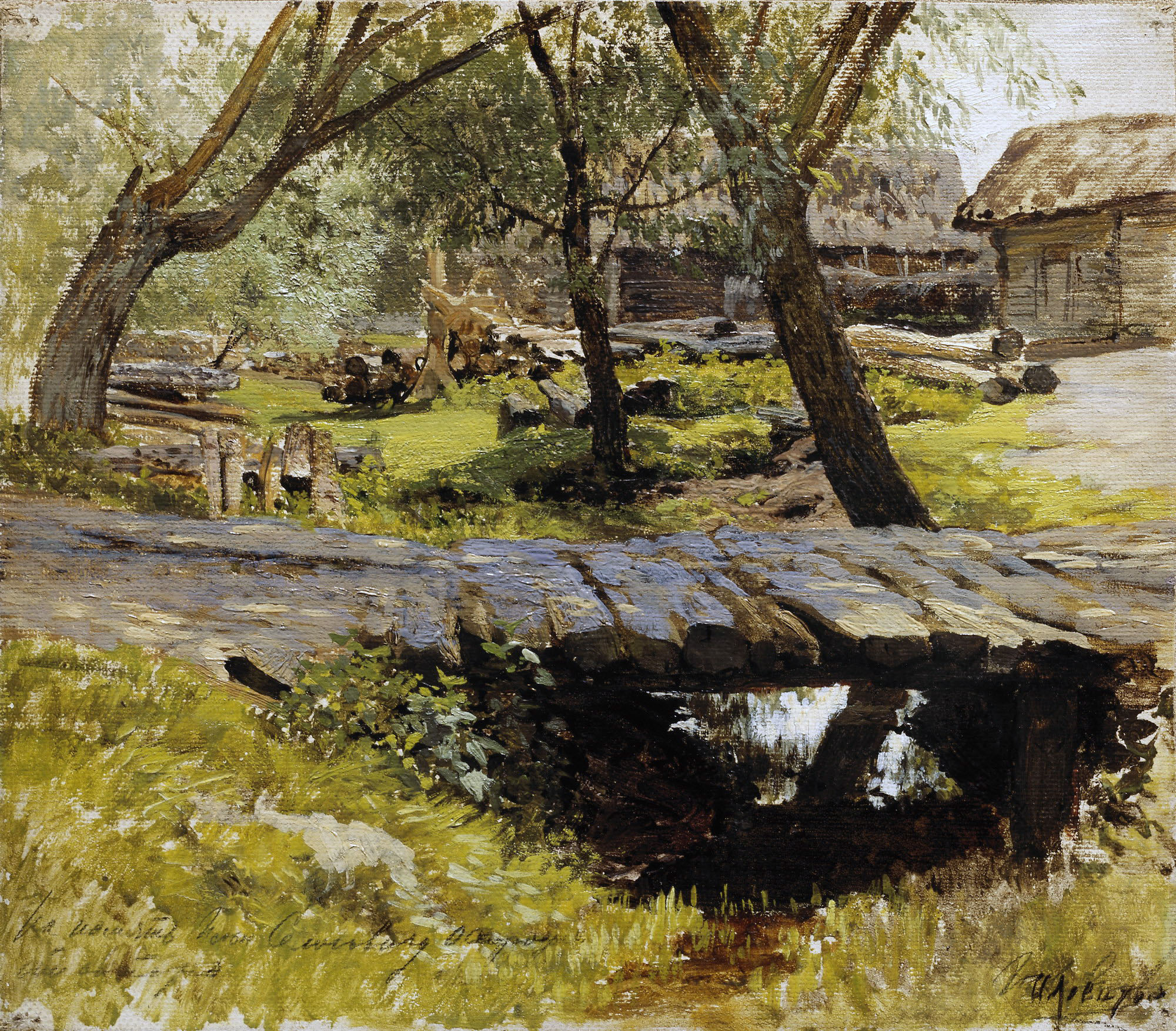
كوبري. Savvinskaya sloboda
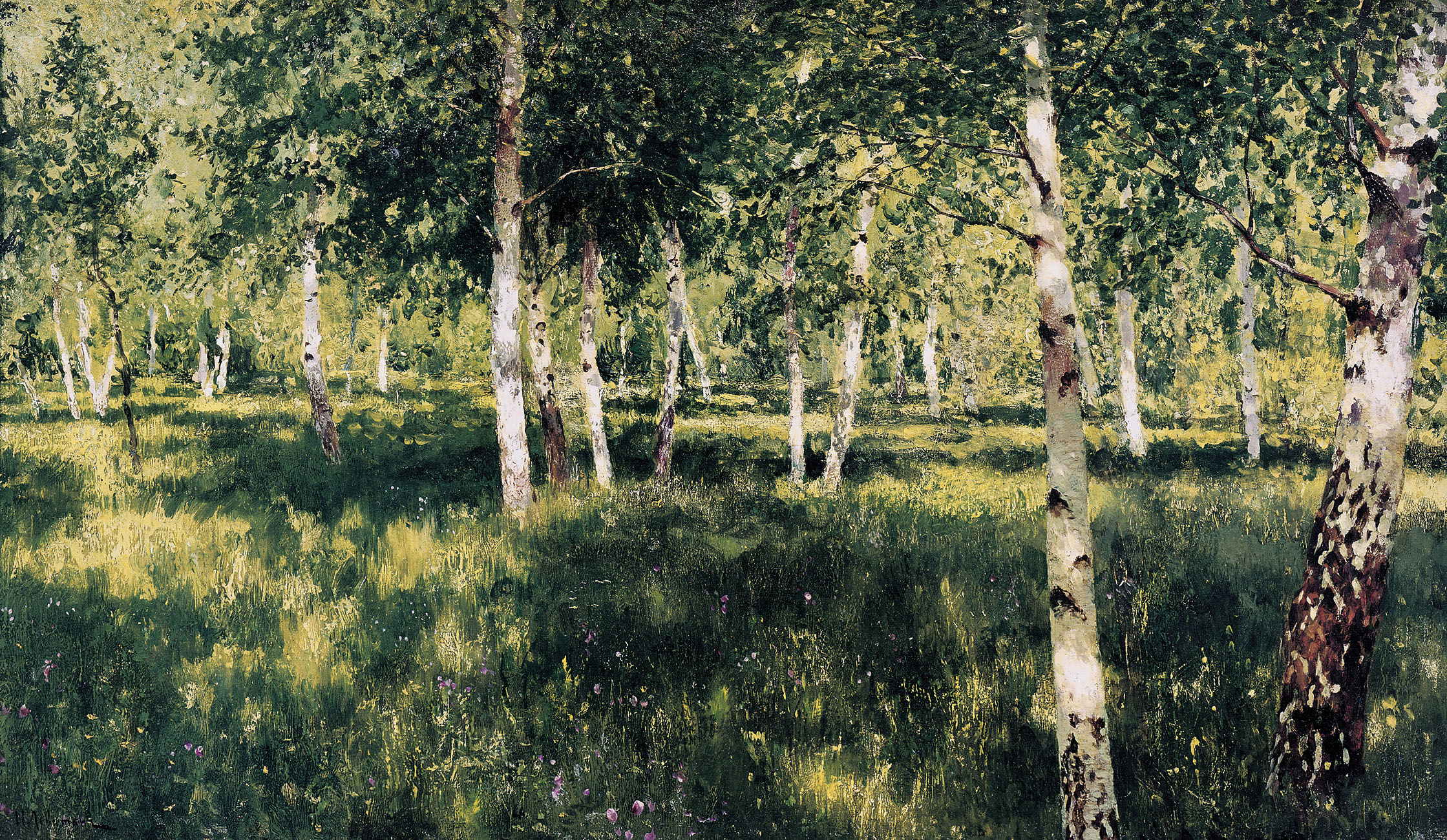
غابة البتولا (1885-1889)
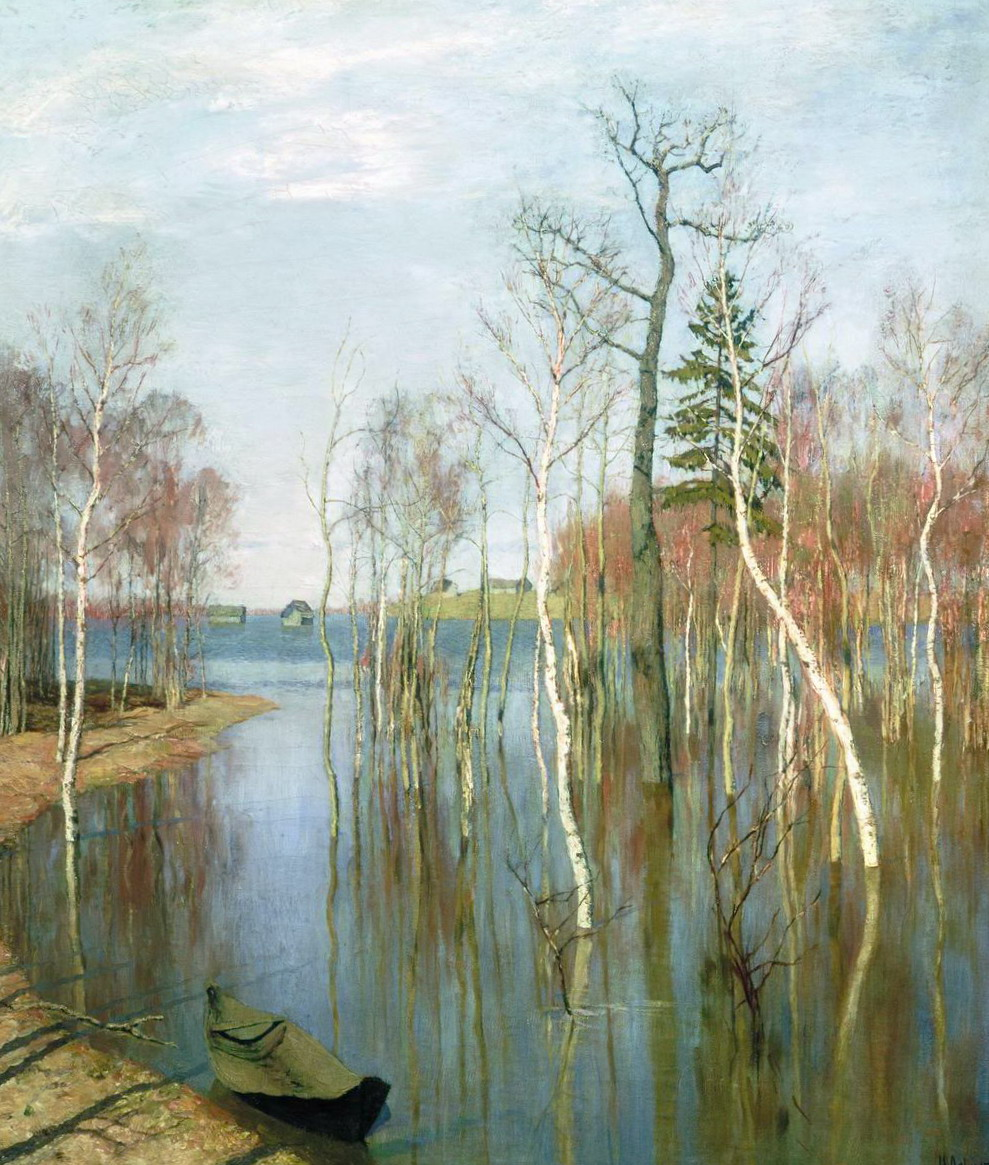
ربيع ، مياه عالية
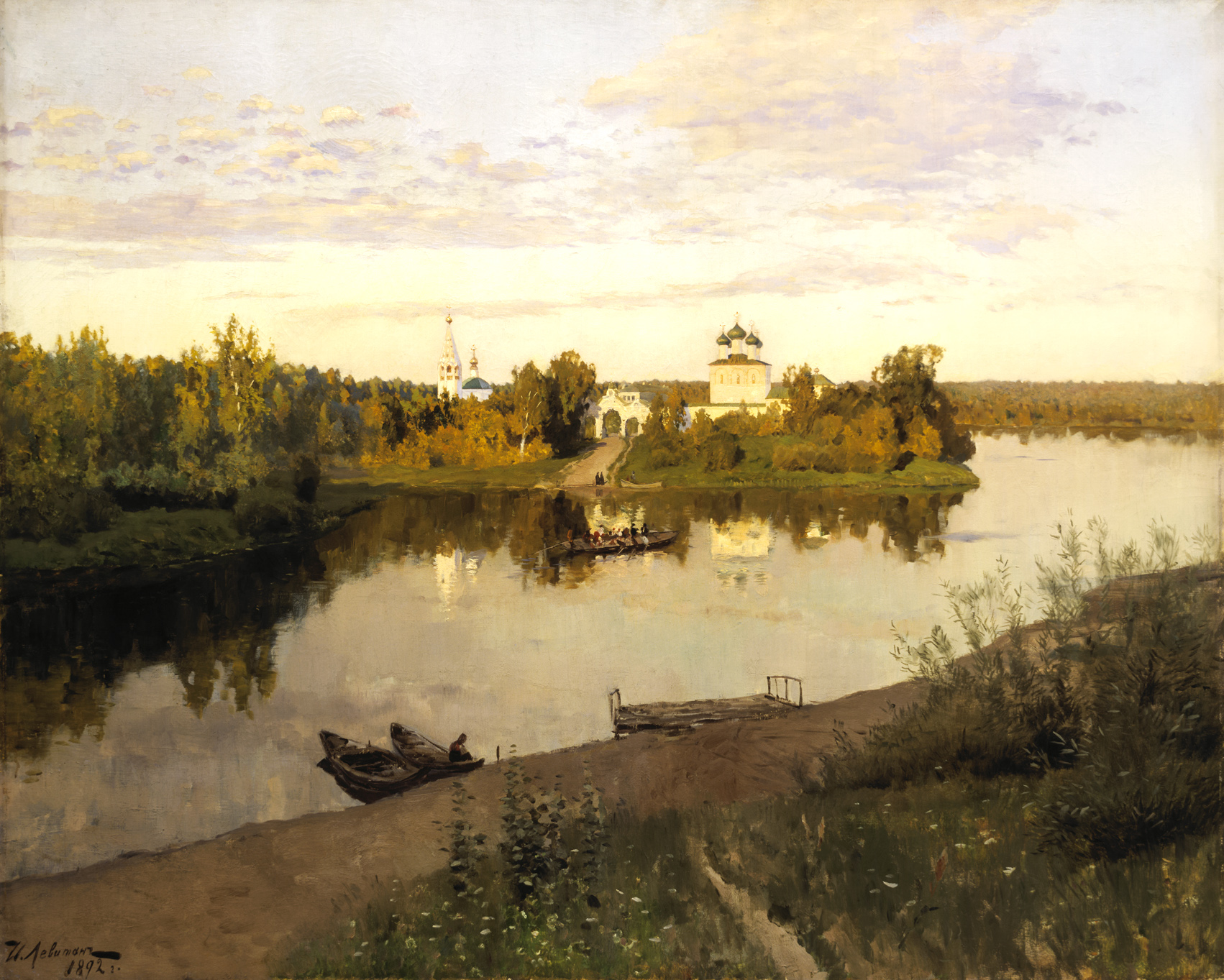
أجراس المساء (1892)
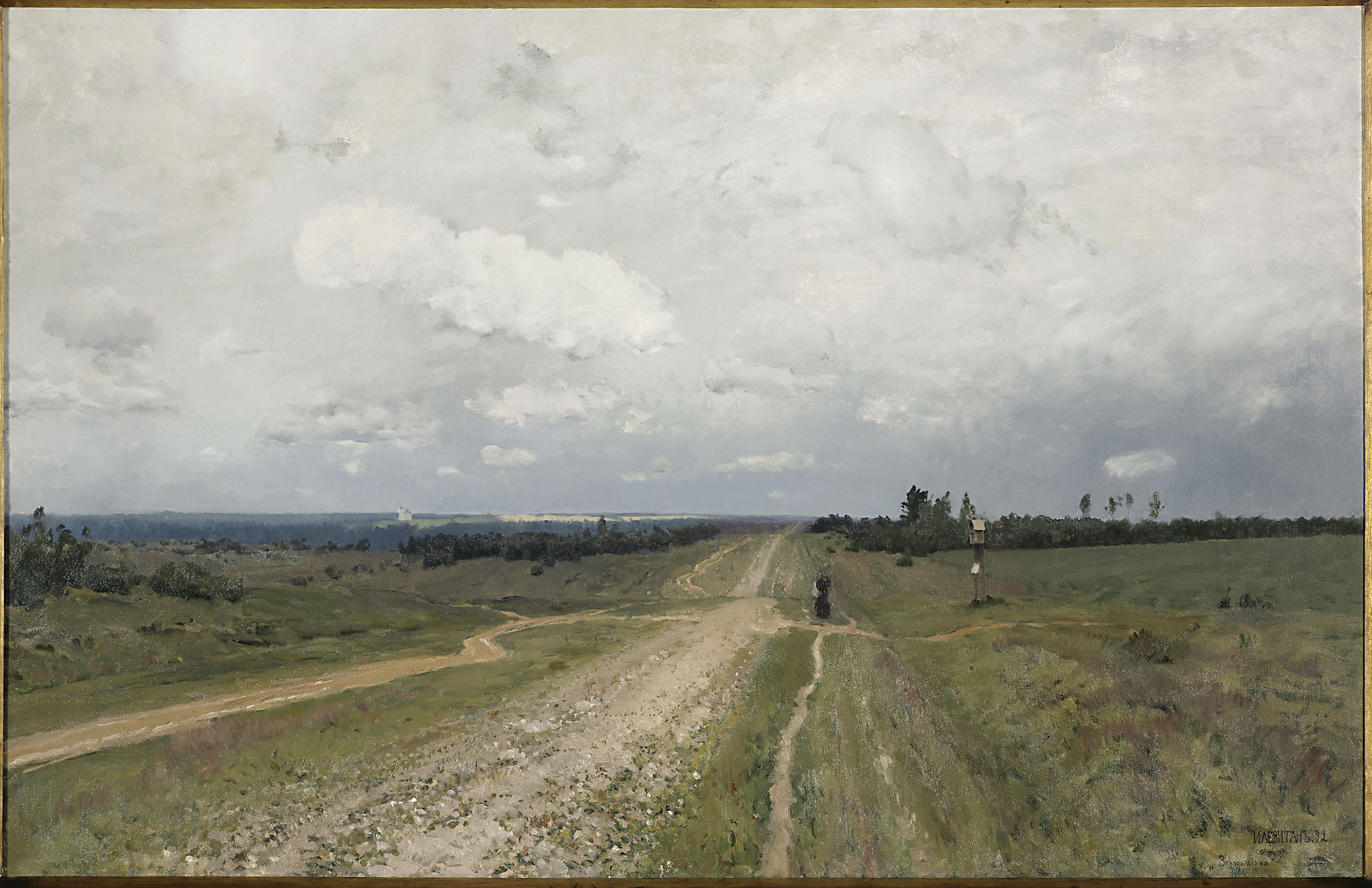
فلاديميركا ، 1892
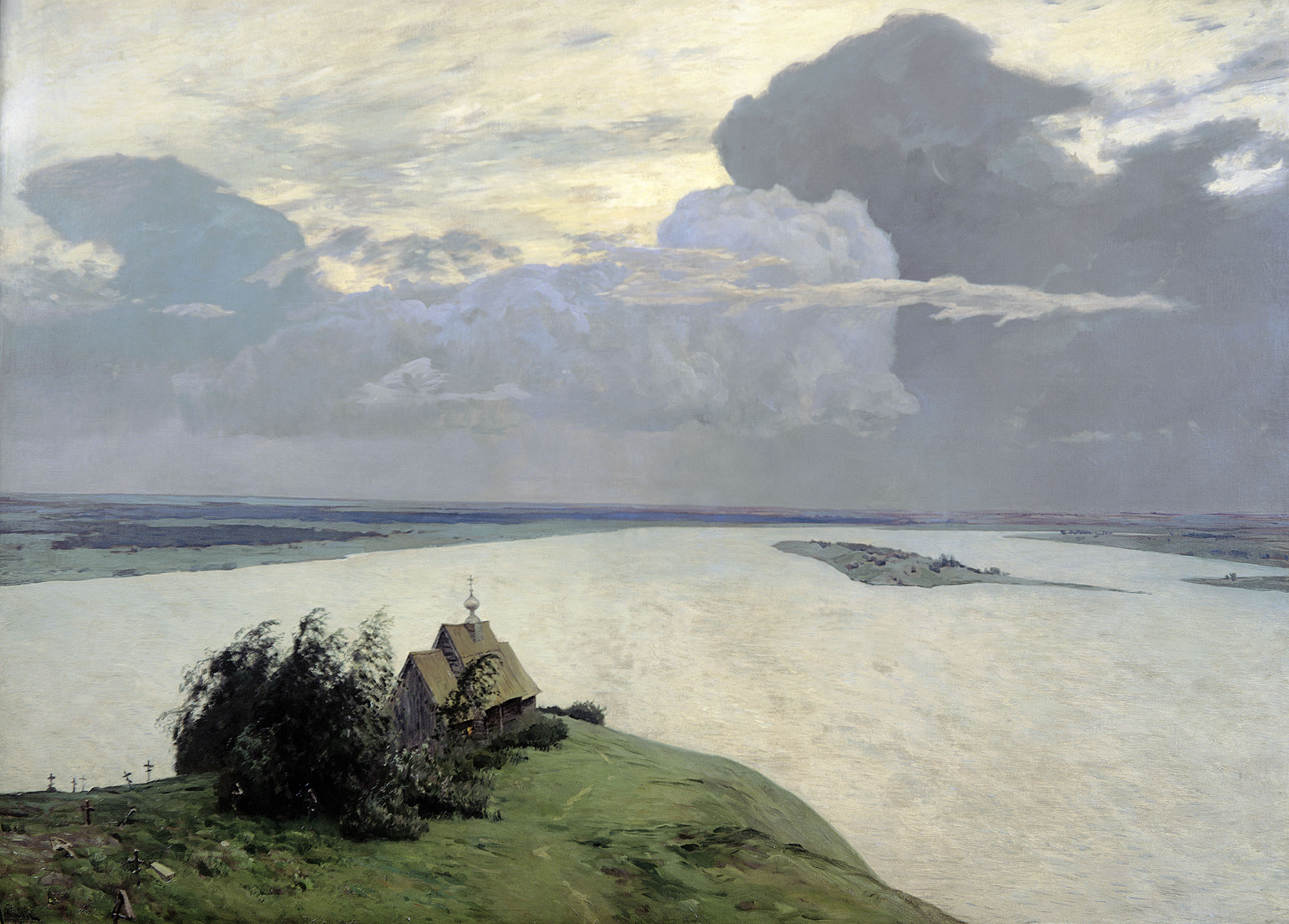
على السلام الأبدي (1894)
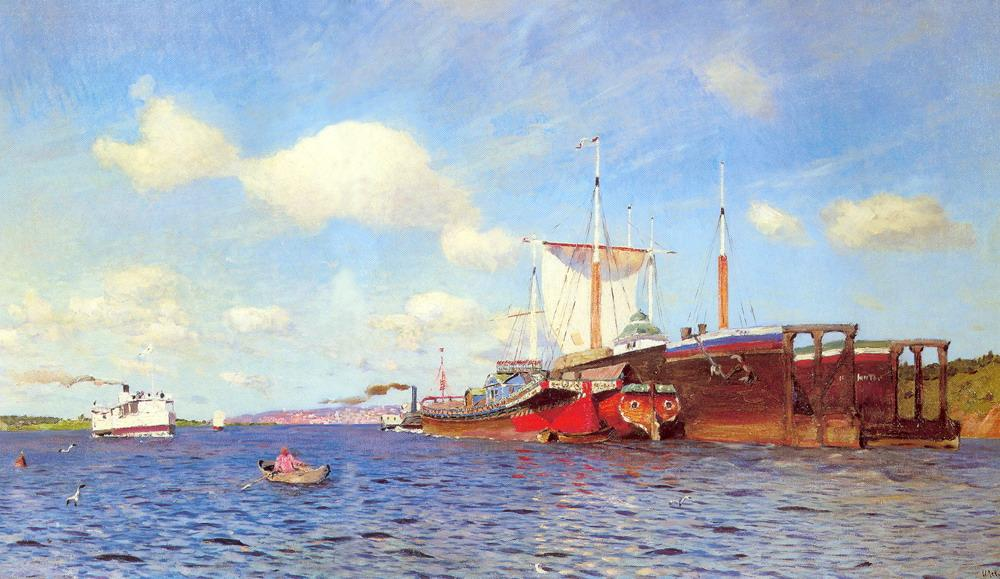
ريح منعشة. الفولجا  [لغات أخرى]‏ (1891–1895)
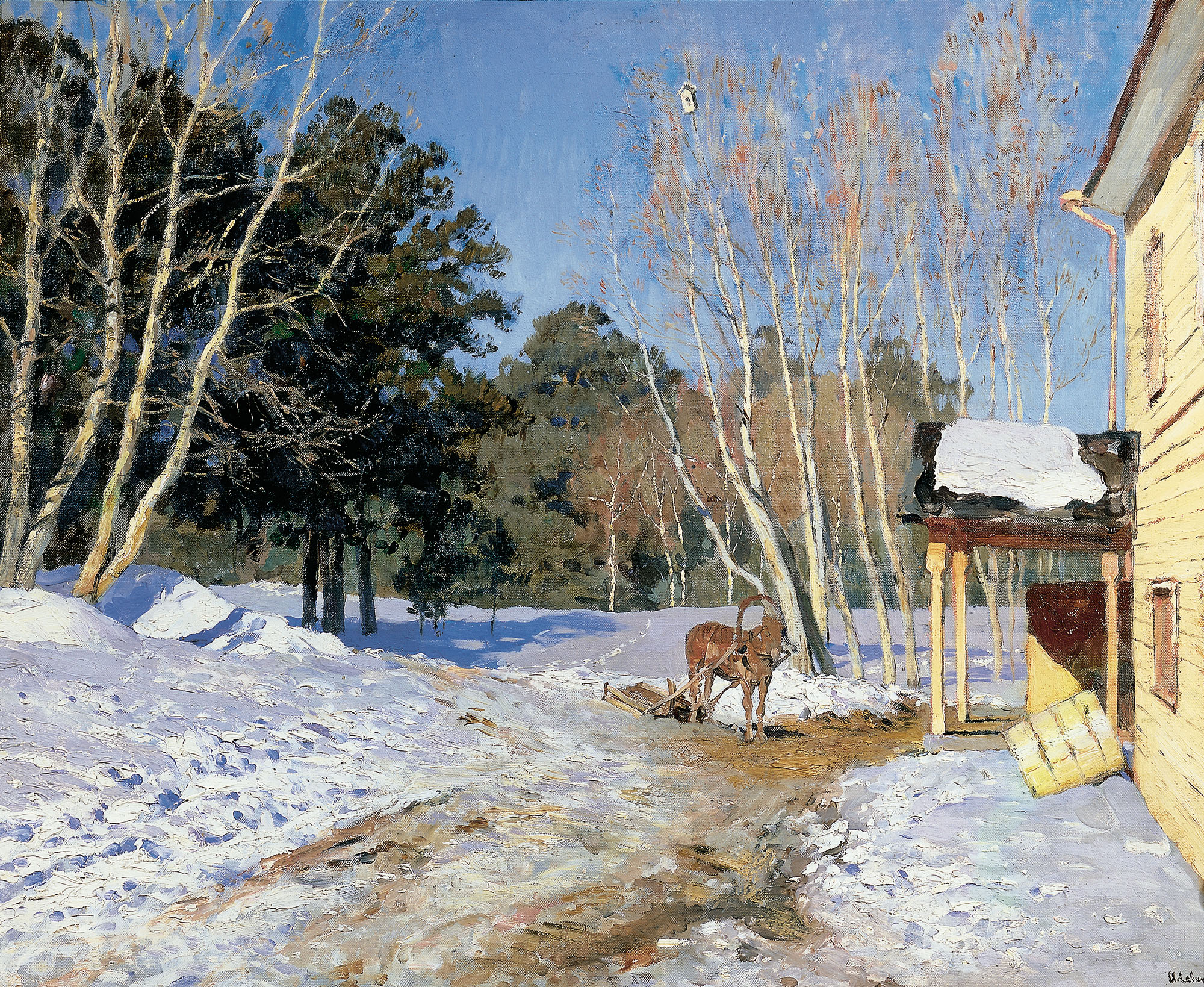
مارس (1895)
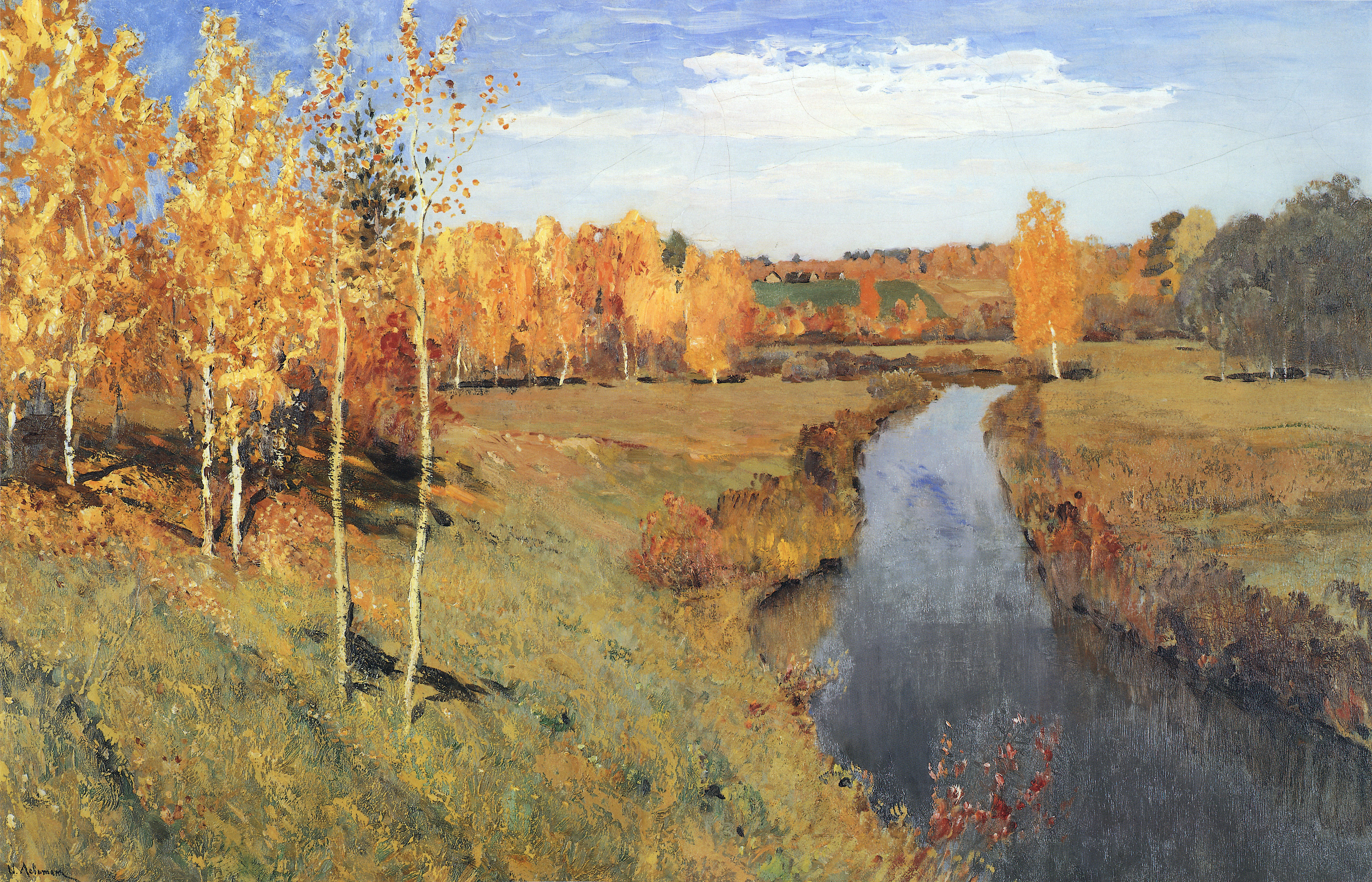
الخريف الذهبي (1895)
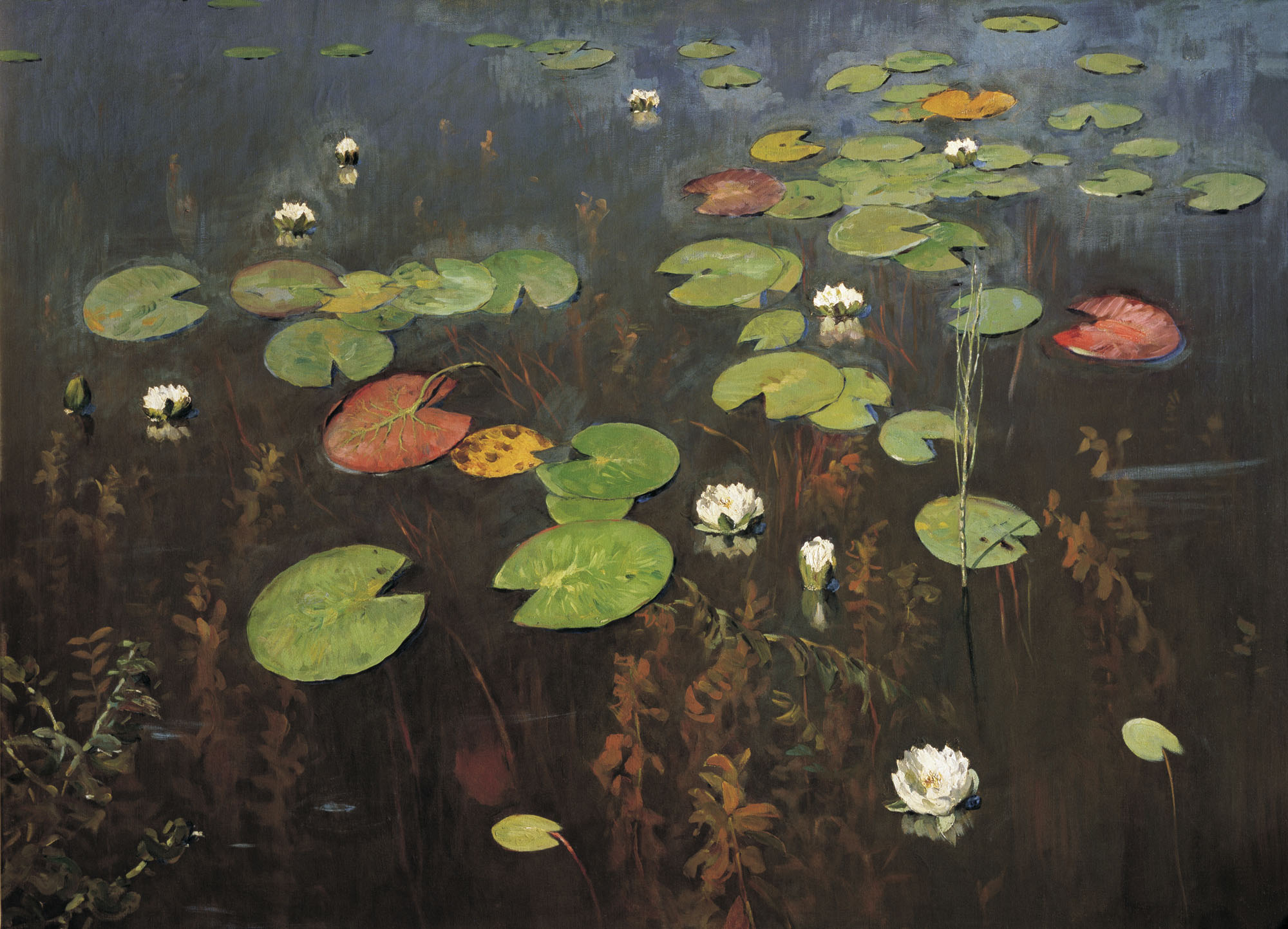
زنابق الماء (1895)
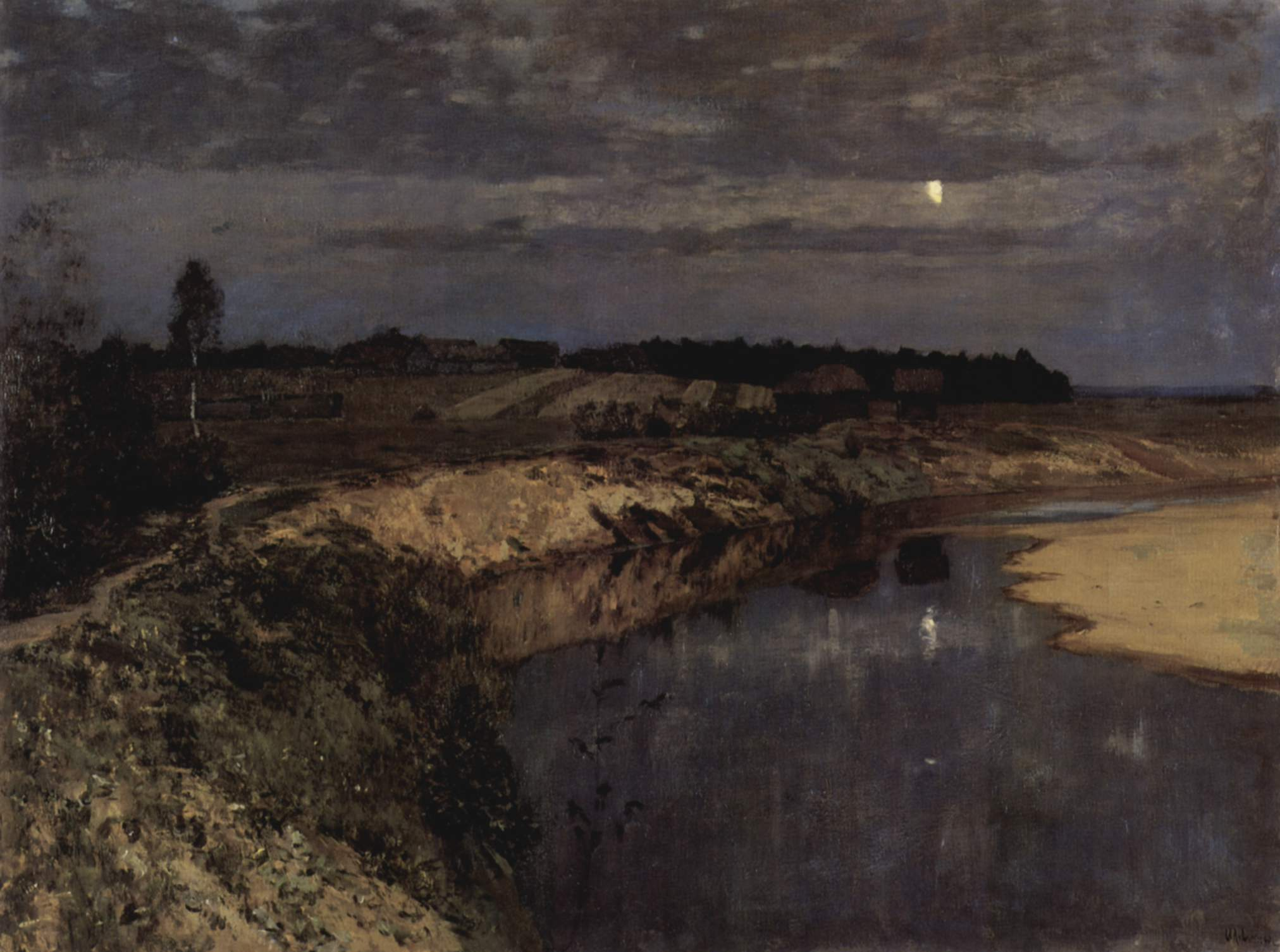
صمت (1898)
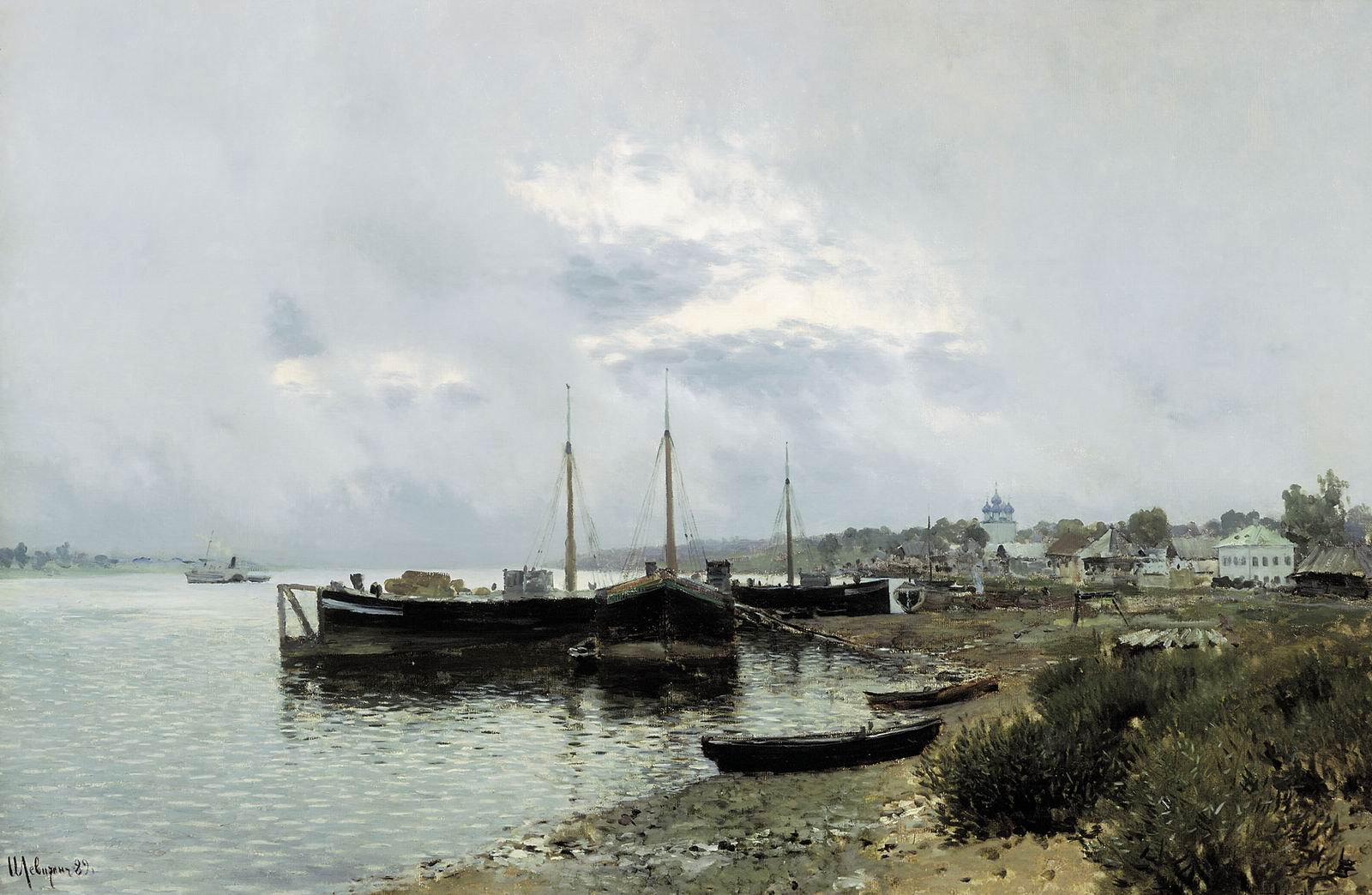
بليوس (1889)
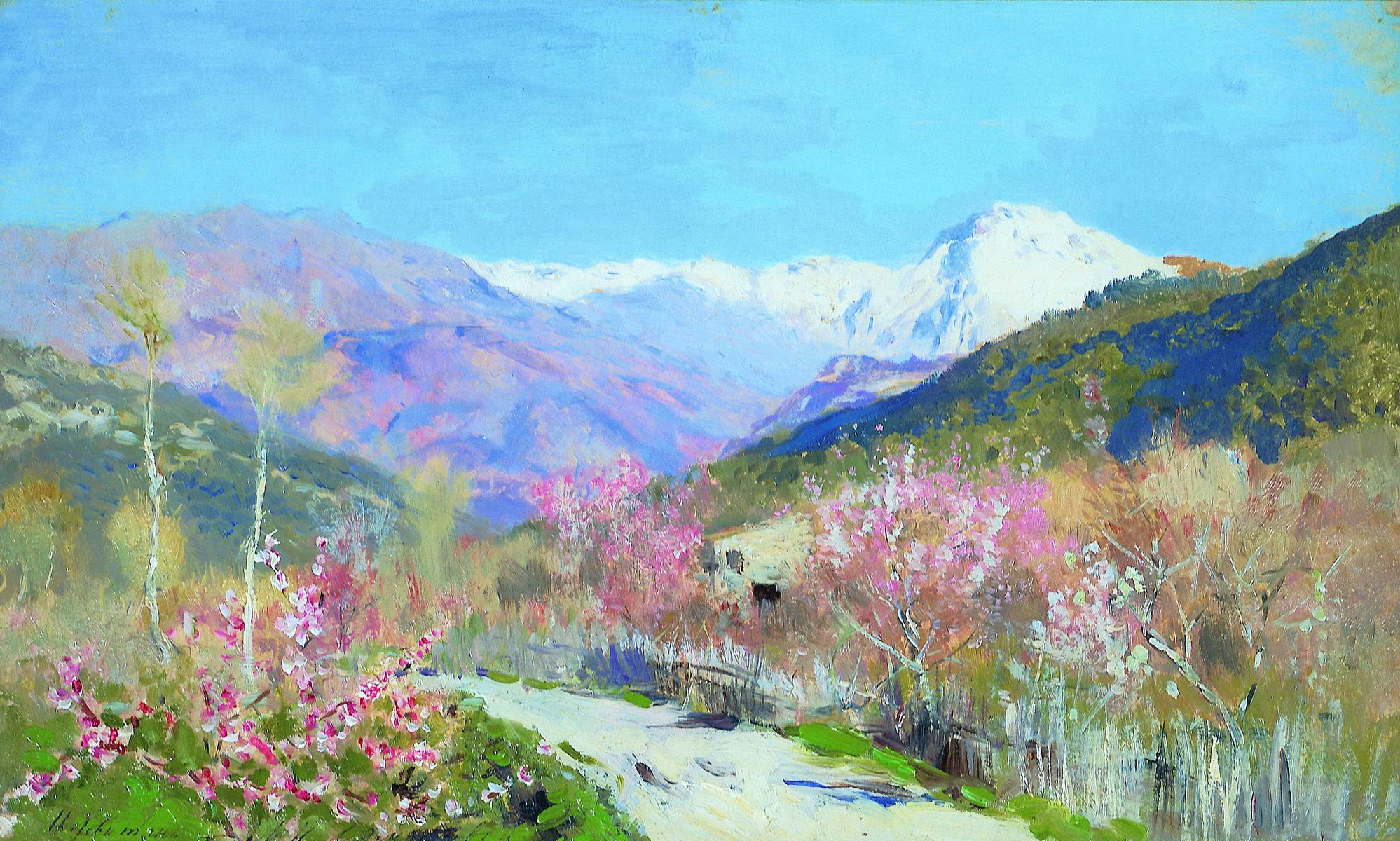
الربيع في إيطاليا (1890)
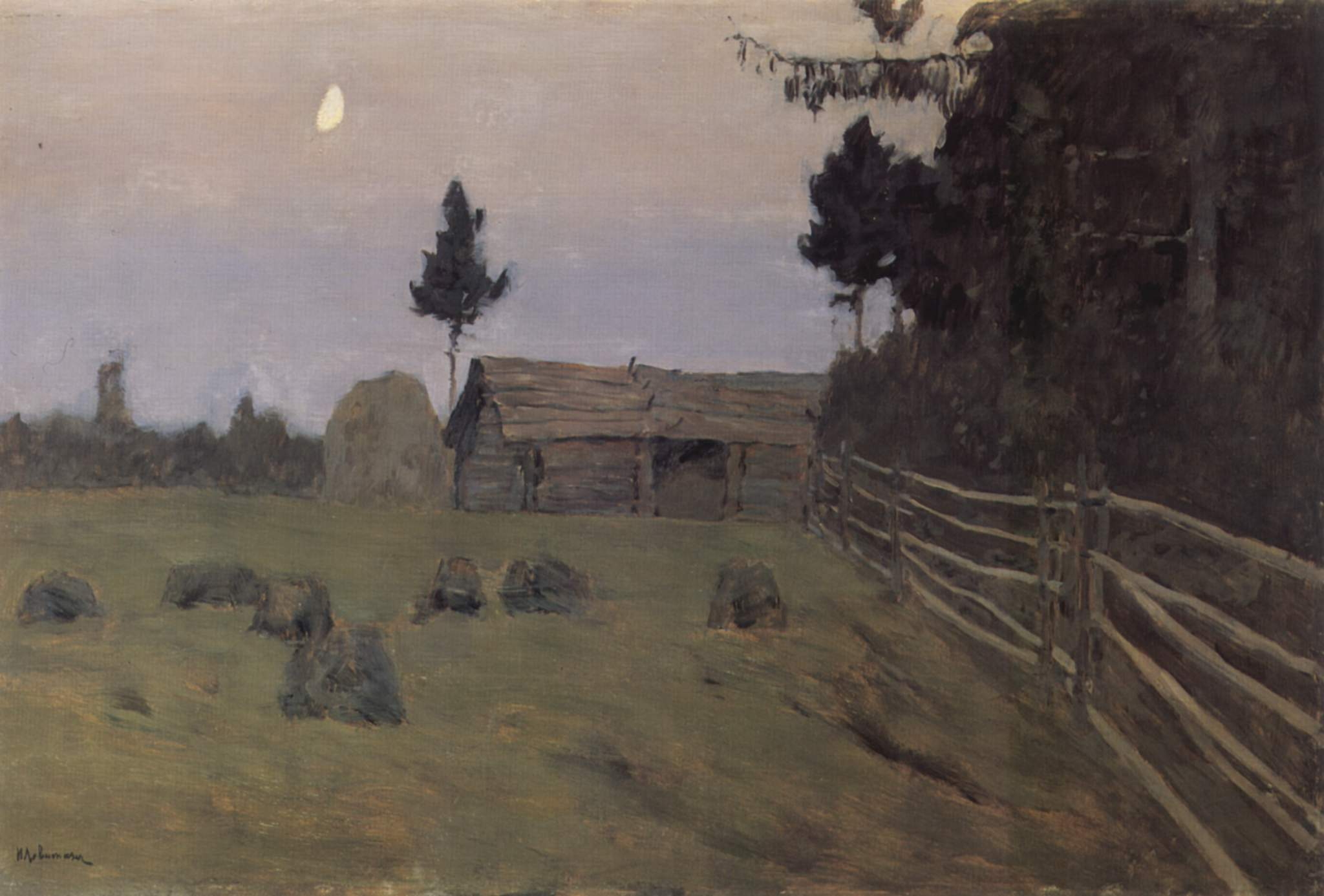
الغسق (1900)
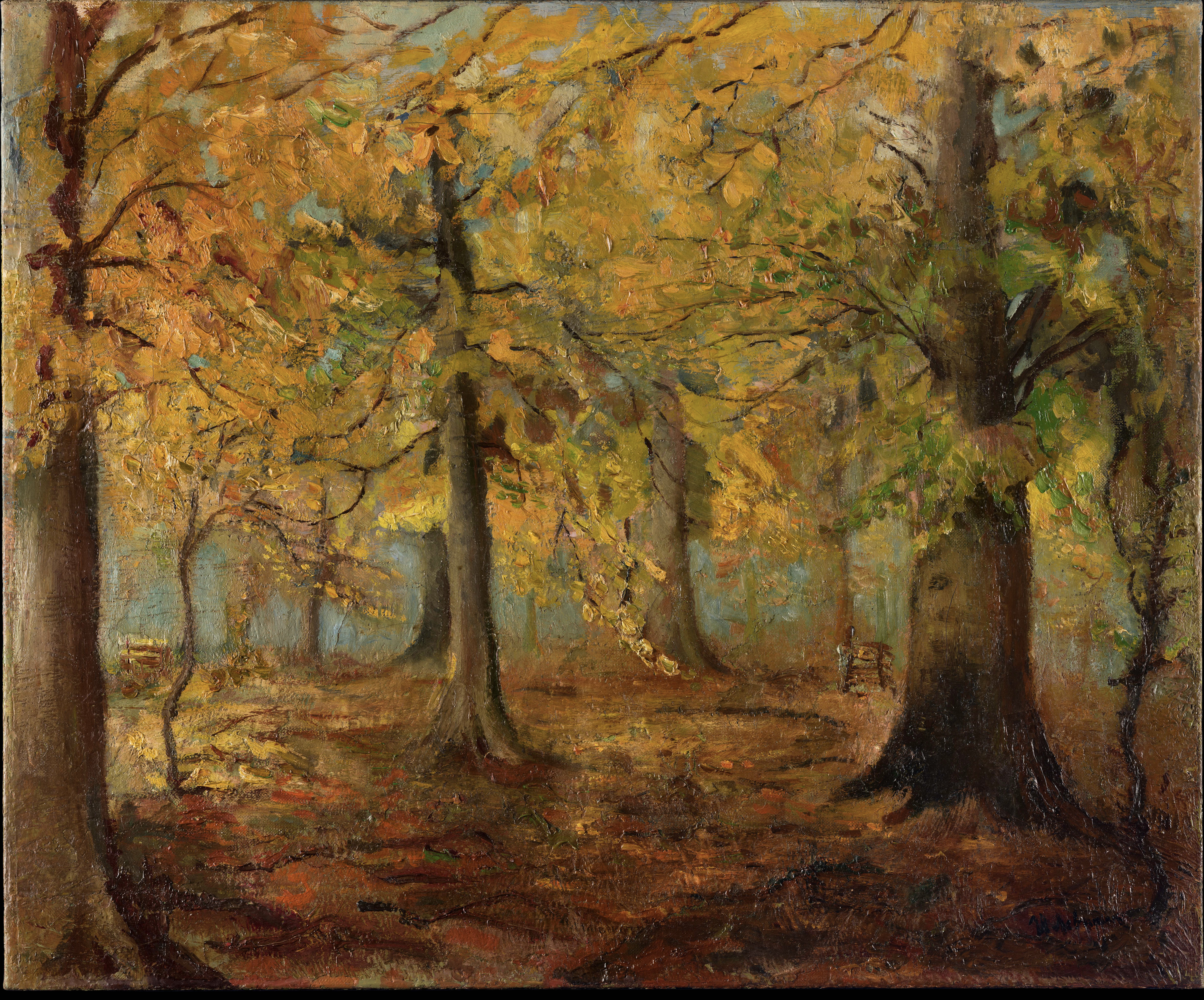
يوم سبتمبر. (1890)